# Schloss Weitwörth

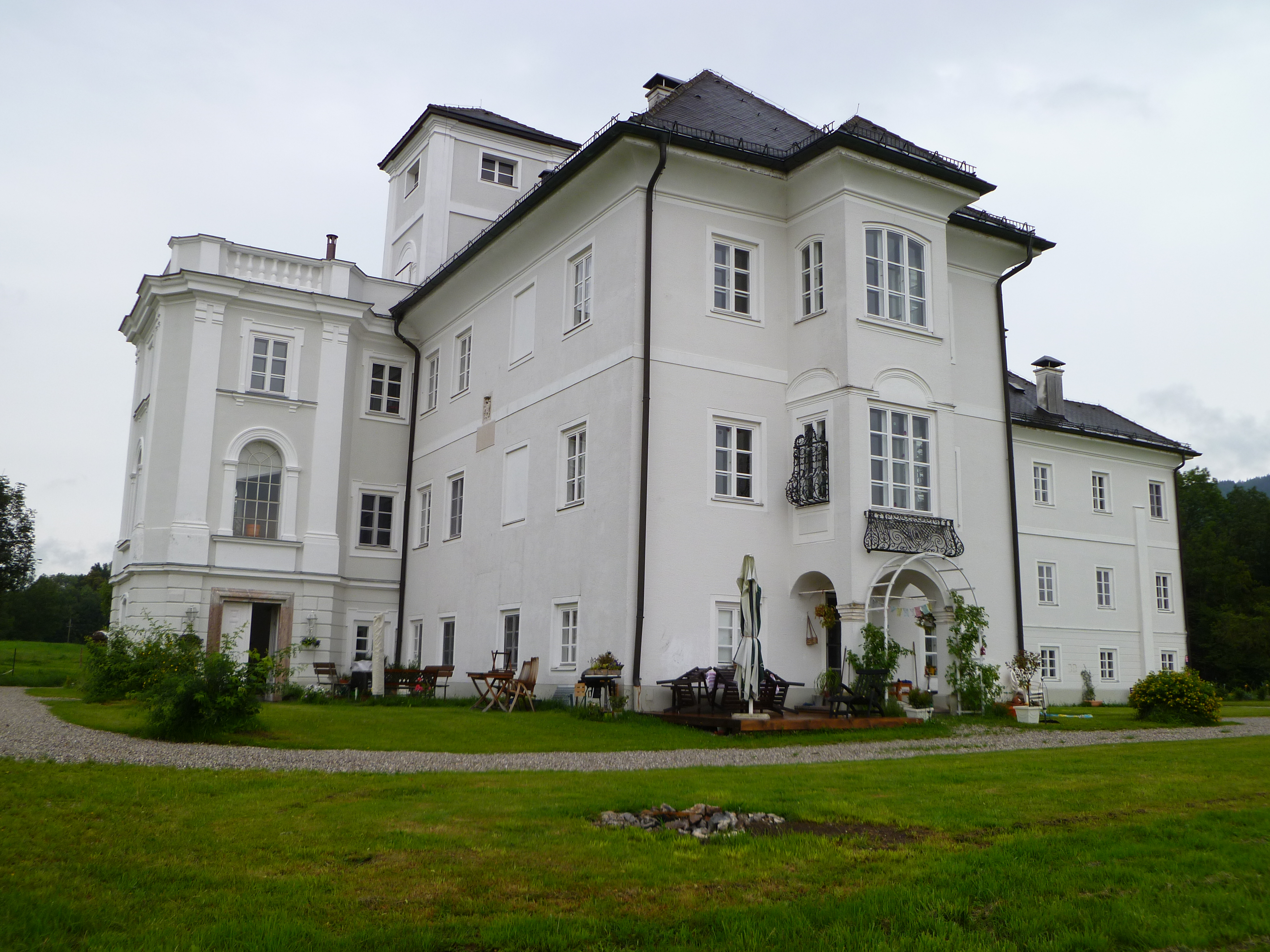
Schloss Weitwörth

Schloss Weitwörth ist ein Schloss in der Ortschaft Weitwörth in der Gemeinde Nußdorf am Haunsberg im österreichischen Bundesland Salzburg (Bezirk Salzburg-Umgebung) und liegt zwischen der Haltestelle Weitwörth-Nußdorf an der Bahnstrecke Salzburg–Lamprechtshausen und der zu Nußdorf gehörenden Ortschaft Schlößl. Das ehemals als Pfleg- und später Bezirksgericht dienende Gebäude ist in Privatbesitz der Familie Auersperg.

## Geschichte
Bei dem heute in der Nußdorfer Katastralgemeinde Weitwörth befindlichen Gelände, auf dem das Schloss Weitwörth errichtet wurde, handelte es sich ursprünglich um das hofurbare Gut Oberpichl im Pfleggericht Haunsberg. Es wurde am 12. Februar 1665 unter Erzbischof Guidobald von Thun angekauft und Fürsterzbischof Max Gandolf von Kuenburg errichtete 1671 darauf ein Jagdschloss. Um dieses wurde ein noch heute bestehender weitläufiger Park angelegt. Ursprünglich sollte das Schloss nach seinem Erbauer Gandolphswörth heißen; dieser Name konnte sich aber nicht durchsetzen. 1726 wurde das Schloss durch Erzbischof Franz Anton von Harrach das erste Mal verändert und 1777 umfangreich umgebaut. 1790 wurden dazu auch Steine der baufällig gewordenen Burg der Haunsperger bei Nussdorf verwendet. Das ehemalige Inventar bestand aus Porträts (zum Beispiel des Domdechants Christof Clam, 1700) und aus schönen Öfen aus dem 18. Jahrhundert. Die große Stallung wurde von Johann Georg Laschensky erbaut. Im 19. Jahrhundert wurde das Schloss durch den Baumeister und Architekt Valentin Ceconi neuerlich umgebaut.
Nach der Abtrennung des Rupertiwinkels von Salzburg diente das Schloss Weitwörth von 1821 bis 1867 als Gerichtssitz. 1863 erwarb es die Familie Auersperg, in deren Besitz es sich noch heute befindet. In der zweiten Hälfte des 19. Jahrhunderts wurde das Gebäude aufgestockt, an der Westseite brachte man ein neues Stiegenhaus an und an der Ostseite wurde ein eingeschoßiger Trakt angebaut. 1892 wurde an der Nordseite eine Kapelle errichtet und mittels Arkaden mit dem Schloss verbunden. Die frühere, von den Erzbischöfen genutzte Kapelle befand sich im zweiten Stock des alten Jagdschlosses.

## Gegenwart
1960 wurde das Schloss Weitwörth durch Hochwasser stark beschädigt. Zudem hat es durch lange Leerstände und die Nutzung als Lager für einen Stacheldrahterzeuger gelitten. 1988/89 erfolgte eine Generalsanierung. Dabei entfernte man die desolat gewordenen Terrassenvorbauten, sodass der Baukörper heute besser zur Geltung kommt. Die vielen Umbauten haben aber bewirkt, dass ein einheitliches architektonisches Konzept für den Schlossbau nicht erkennbar ist. Am imposantesten ist der Anblick von der Südseite. Wegen der privaten Nutzung kann das Schloss nicht allgemein besichtigt werden.

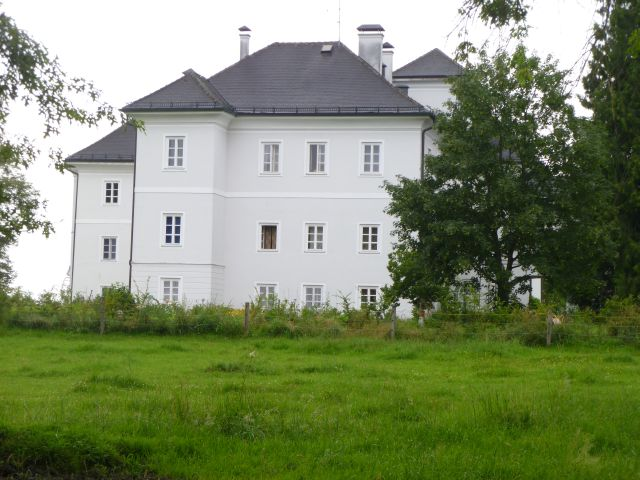
Ostansicht des Schlosses
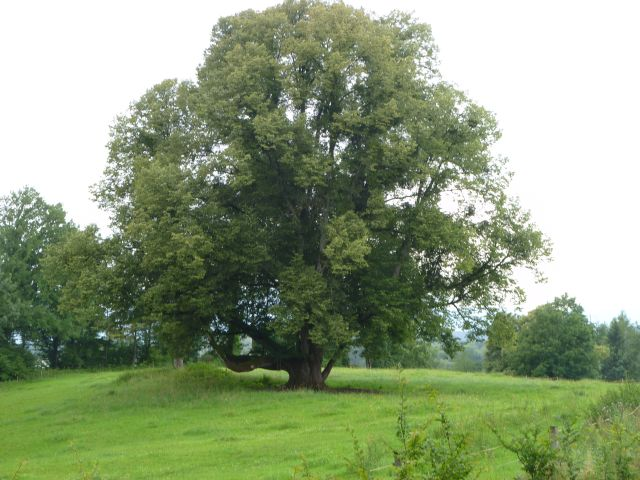
Blick in den Park
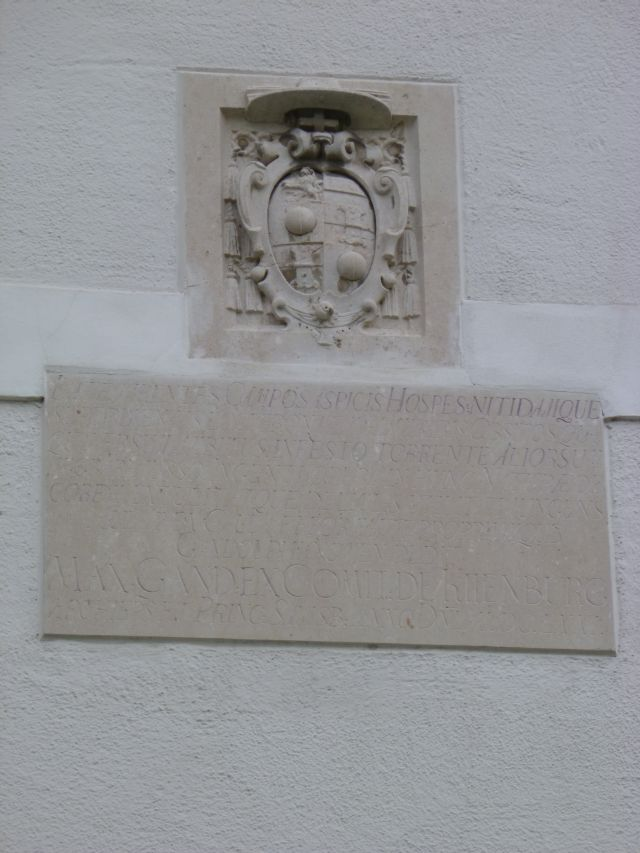
Westansicht mit dem Wappen von Fürsterzbischof Max Gandolf von Kuenburg
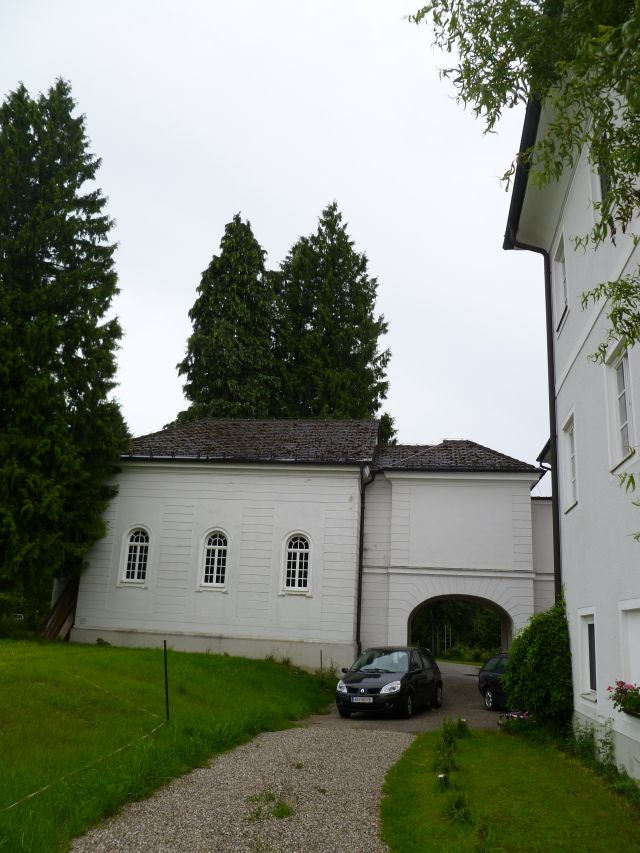
Nordansicht mit dem Kapellenanbau